# Filmstaden, Råsunda

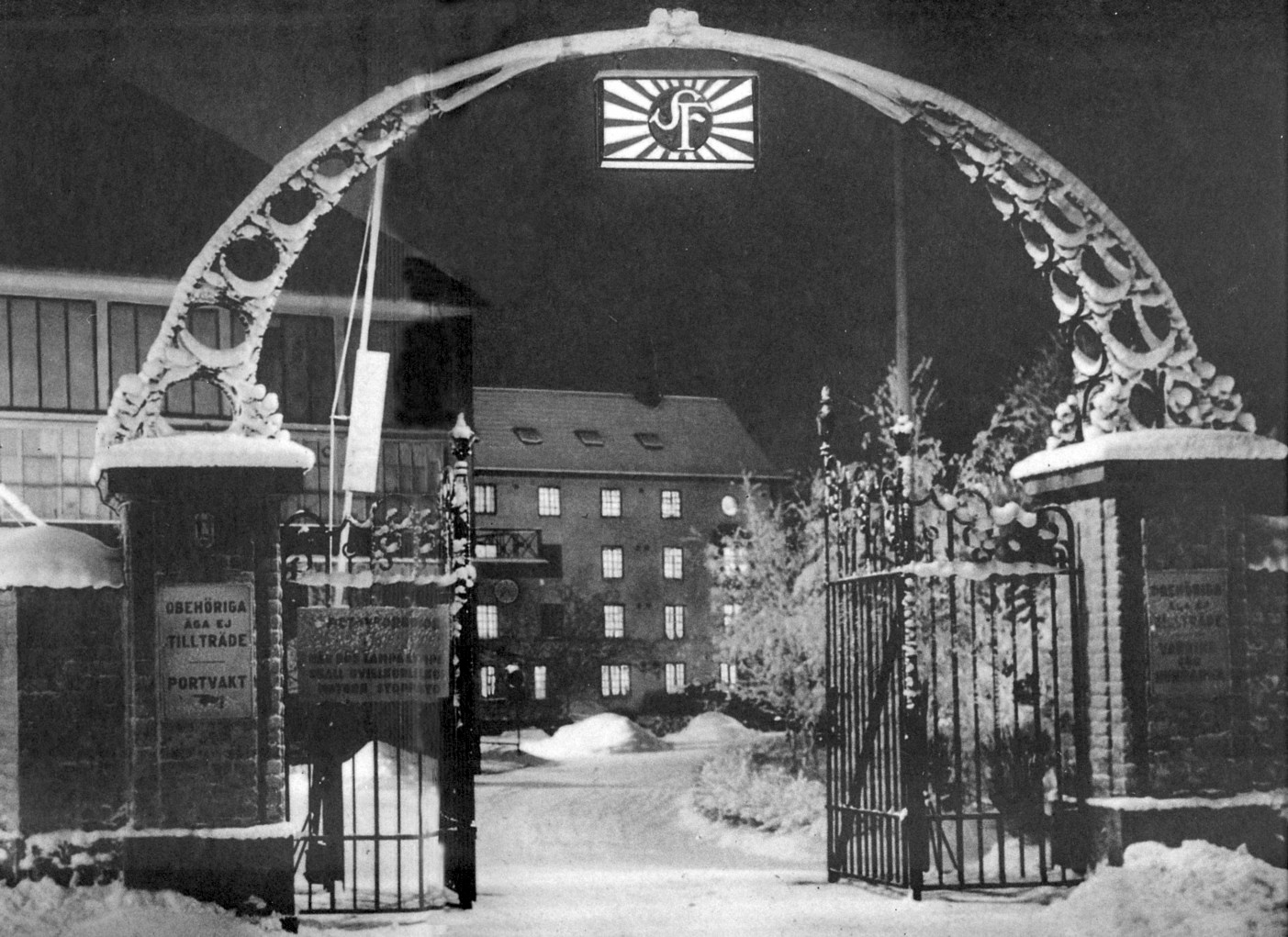
Filmstadens entré kring 1925.

Filmstaden i Råsunda eller Gamla Filmstaden är ursprungligen namnet på filmstudioanläggningar i Råsunda i Solna kommun, där en betydande del av svensk film producerades under första delen av 1900-talet. På Råsunda producerades närmare 400 svenska långfilmer mellan 1920 och 1973, och inte minst förknippas regissören Ingmar Bergman med Filmstaden. 1969 lämnade Svensk Filmindustri området; den sista filmen, En liten julsaga, spelades in 1999.

## Historik

### Bakgrund och bygge
Filmstaden byggdes 1919–1920 i Råsunda, på mark där det tidigare legat en strutsfarm; vid den tiden var det modernt med plymer i hattarna. Filmstaden hamnade här eftersom man ville ha lugn och arbetsro bortom stadens larm. Fram till 1911 hade bolaget Svenska Bio producerat film i Kristianstad och därefter på en nybyggd ateljé på Lidingö. I konkurrensen med det nybildade Skandia behövdes dock en större inspelningsanläggning.
Filmstaden uppfördes under åren 1919–1920 efter arkitekt Ebbe Crones ritningar i en 1920-talsklassicistisk byggnadsstil. Den blev den då största filmstudion i Europa, åtminstone till ytan. Crone hämtade inspiration och tekniskt kunnande på olika filmstudioanläggningar bland annat på dåtidens största filmateljéer Babelsberg vid Berlin. Babelsberg var unik med sina takkonstruktioner av stålskelett som tillät stora pelarlösa hallbyggnader med inglasade takytor. Crone kom att tillämpa samma konstruktion vid ateljéerna i Råsunda. Byggnadsentreprenör blev Kreuger & Toll. Ivar Kreuger var både delägare i byggbolaget men även finansiär för flera filmer som spelades in på Råsunda. I samma veva slogs Svenska Bio ihop med konkurrenten Skandia till det nybildade Svensk Filmindustri.
Entrén med smidesportalen som välkomnar besökaren är i originalutförande och ett bekant motiv från gamla SF-filmer. Filmstaden byggdes som en komplett anläggning med ateljéer, omklädningsloger, laboratorium, restaurang med mera. På sin tid var den en av Europas modernaste och en av världens största filmstudior.
Redan sommaren 1920, innan anläggningen var färdigbyggd, spelades den första filmen in; det blev Körkarlen av Victor Sjöström. Bland annat byggdes en kyrkogård upp. På grund av Sjöströms komplicerade produktion, med många dubbelexponeringar, hann dock Mauritz Stillers Erotikon ut först till biografsalongerna.

### Mellankrigstiden
Sedan dess har hela eller delar av närmare 400 filmer spelats in på området. En lång rad filmklassiker både under stumfilms- och ljudfilmstiden spelades in på Råsunda. 
Här spelades 1929 den första svenska ljudfilmen in, Säg det i toner med Elisabeth Frisk och Håkan Westergren. Därefter producerades under 1930-talet en stor mängd komedier och annan "lättsam underhållning", ibland karaktäriserade som "pilsnerfilmer". Bland annat producerades en stor mängd filmer med Tutta Rolf, Sickan Carlsson, Nils Poppe, Thor Modéen och Annalisa Ericson.
1930-talet var även en tid då Ingrid Bergman debuterade, och produktionen av Gustaf Molanders Intermezzo (1936) förlades till Filmstaden.

### Ingmar Bergman
Efter andra världskriget var Ingmar Bergman en flitig regissör på området. Många scener i filmen Det sjunde inseglet spelades in i ateljéerna i Filmstaden, på gården och i det fria utanför. Både Bergman och fotografen Gunnar Fischer har livfullt berättat om de problem som var förknippade med utomhustagningar vid denna tid. De tunga kamerorna i förening med ett ofta pressat inspelningsschema innebar begränsningar, och Fischer menar att det knappast är förvånande att så många filmer på den tiden spelades in i studio. Det tog endast 35 dagar att spela in filmen, och den gjordes på en låg budget. 
Just Det sjunde inseglet har dock påfallande mycket exteriörtagningar, som genomfördes stilfullt trots svårigheterna. Scener i början av filmen och alldeles i slutet (den berömda dödsdansen) spelades in i Hovs hallar i Skåne, det övriga i eller nära Filmstaden. Häxbålet förbereddes med assistans från en lokal brandkårskapten och bevittnades av en stor publik, inte minst barn, från ett intilliggande höghusområde. Man eftersträvade att undvika att Råsundas bostadshus kom med i bild, men reflexer från deras fönster syns i ett par scener.

### Sent 1900-tal
Den första svenska inspelningen av färgfilm var Herr Arnes penningar från 1954. Filmen kom att bli en av Gustaf Molanders sammanlaget över 50 produktioner i Filmstaden – mest av alla regissörer.
Filmer som Att angöra en brygga (regi Tage Danielsson, 1965) och Utvandrarserien (regi Jan Troell, 1971–1972) samt delar av TV-serien Skärgårdsdoktorn (1997) och Pip-Larssons  (1998) spelades in här. Andra regissörer som präglade efterkrigsåren var Alf Sjöberg, Arne Sucksdorff, Hasse Ekman och Hans Alfredson.
Redan 1969 lämnade Svensk Filmindustri Filmstaden, efter filmningar av interiörer till samproduktionen med Pippi Långstrump. Vid samma tid minskade intresset för stora inspelningar i studio, och mer portabel filmutrustning underlättade filmningar i andra miljöer. Efter det användes området bland annat av Riksteatern, men även av en rad mindre företag, flera med anknytning till film och media.
Skanska köpte 1990 upp marken och planerade bostäder på området; den ekonomiska krisen förhindrade dock de planerna och det mesta av de gamla filmstadsbyggnaderna kunde få stå kvar. Den sista filmen som producerades på Filmstaden i Råsunda var barnfilmen från 1999 En liten julsaga. SF var 2008 tillbaka, med sitt huvudkontor och biograf i Filmstaden.

### Filmstaden på 2000-talet
På 2000-talet är Filmstaden en egen liten stadsdel. De ursprungliga husen är kulturminnesmärkta, där filmbolag, konstateljéer, biografer, kontor och restauranger inryms. 2024 utsågs Filmstaden, som den fjärde svenska platsen, till ett europeiskt kulturarv av European Film Academy.
Filmstaden är till den yttre miljön delvis bevarad och är nu för tiden öppen för besök; det finns restauranger i Backstugan (den gamla personalmatsalen) och i Regissörsvillan samt ett kafé i 20-talsstil i Portvaktsstugan. Stiftelsen Filmstadens kultur (bildad 2002) finns i Portvaktsstugan, och man arbetar med att levandegöra Filmstadens unika kulturarv genom filmklubbar, föreläsningsserier, skolbio, nätverksträffar och genom filmhistoriska guidningar för grupper. Det finns även en audioguide framtagen för området. Delar av området har gjorts om till bostadsområde i äldre stil för att passa in bland originalhusen. 
Filmstaden har efter försäljningen av Bonnier AB:s dotterbolag SF Bio AB blivit namnet på biografkedjan Filmstaden, Sveriges största biografkedja. De har fortfarande sitt säte i lokaler i Filmstaden.

## Byggnader
Bland de bevarade byggnaderna finns entrén med portalen och Portvaktshuset kvar, där ansluter Administrationshuset, bakom den ligger Laboratoriehuset och  Regissörspaviljongen. Av de gamla studiobyggnaderna finns Lilla ateljén kvar.

### Portvaktsstugan
Portvaktsstugan var bemannad dygnet runt och innanför portalen fanns en bom med en stor STOPP-skylt. Portvakten ansvarade för områdets säkerhet, till sin hjälp hade han två vakthundar. Han övervakade även hanteringen av den farliga nitratfilmen.

### Administrationshuset
I Administrationshuset hade produktionsledningen sina lokaler. Under 1940-talet hade här över 400 personer sina arbetsplatser. Här skrevs kontrakten mellan skådespelarna och bolaget och här fick de ut sina löner.

### Laboratoriehuset
I Laboratoriehuset framkallades och kopierades all film. Byggnaden utfördes brand- och explosionssäkert eftersom dåtidens filmmaterial var mycket brandfarligt och högexplosivt. Under en arbetsdag kunde man bearbeta ca 25 000 meter film och härifrån distribuerades all film till biografer runtom i Sverige.

### Regissörspaviljongen
I den lilla paviljongen hade filmregissörerna sina arbetsrum; det fanns även möjlighet till enskilda repetitioner. Victor Sjöström, Mauritz Stiller och Selma Lagerlöf samlades i denna byggnad för att diskutera hur man bäst skulle skildra hennes roman i film. Senare flyttade regissörerna till andra lokaler och paviljongen nyttjades som arbetsrum för filmklippning.

### Lilla ateljén
I Lilla ateljén spelades alla klassiska stumfilmer in, även Filmstadens första film Körkarlen kom till här. Huset hade flera filmstudior och repetitionslokaler på tre plan. Största studion var högst upp. För att kunna nyttja dagsljuset för sina filminspelningar var väggar och tak glasade.  Även när ljudfilmen kom fortsatte man med sina inspelningar här; dock täcktes takfönstren för och ljudisolerades. Under Lilla ateljén på bottenplan finns den så kallade Bergmanbion “Operan” kvar, den har 24 platser och är varsamt renoverad.

## Gallerier

### Historiska bilder

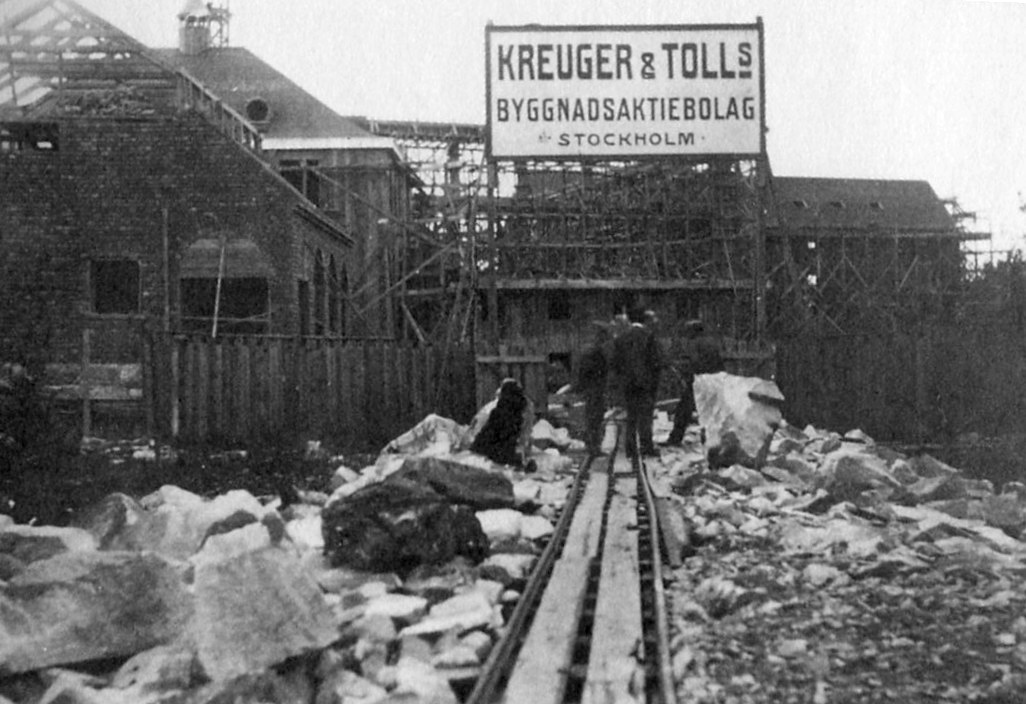
Entrén och Lilla ateljén uppförs 1919.
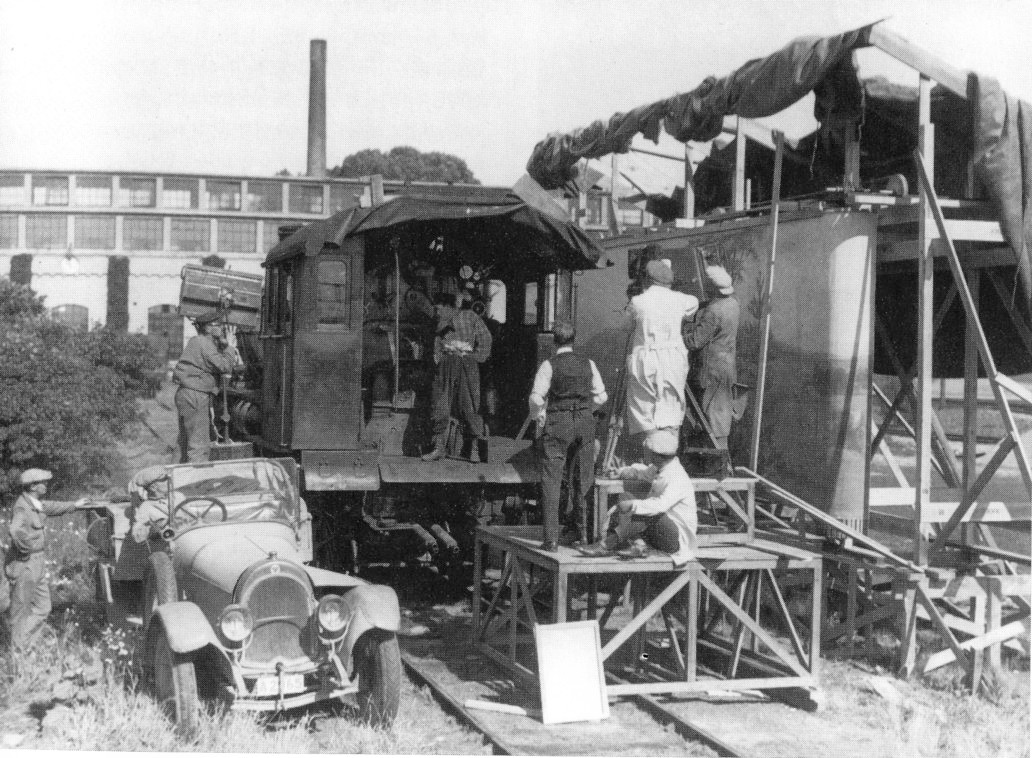
Utomhustagningar 1928.
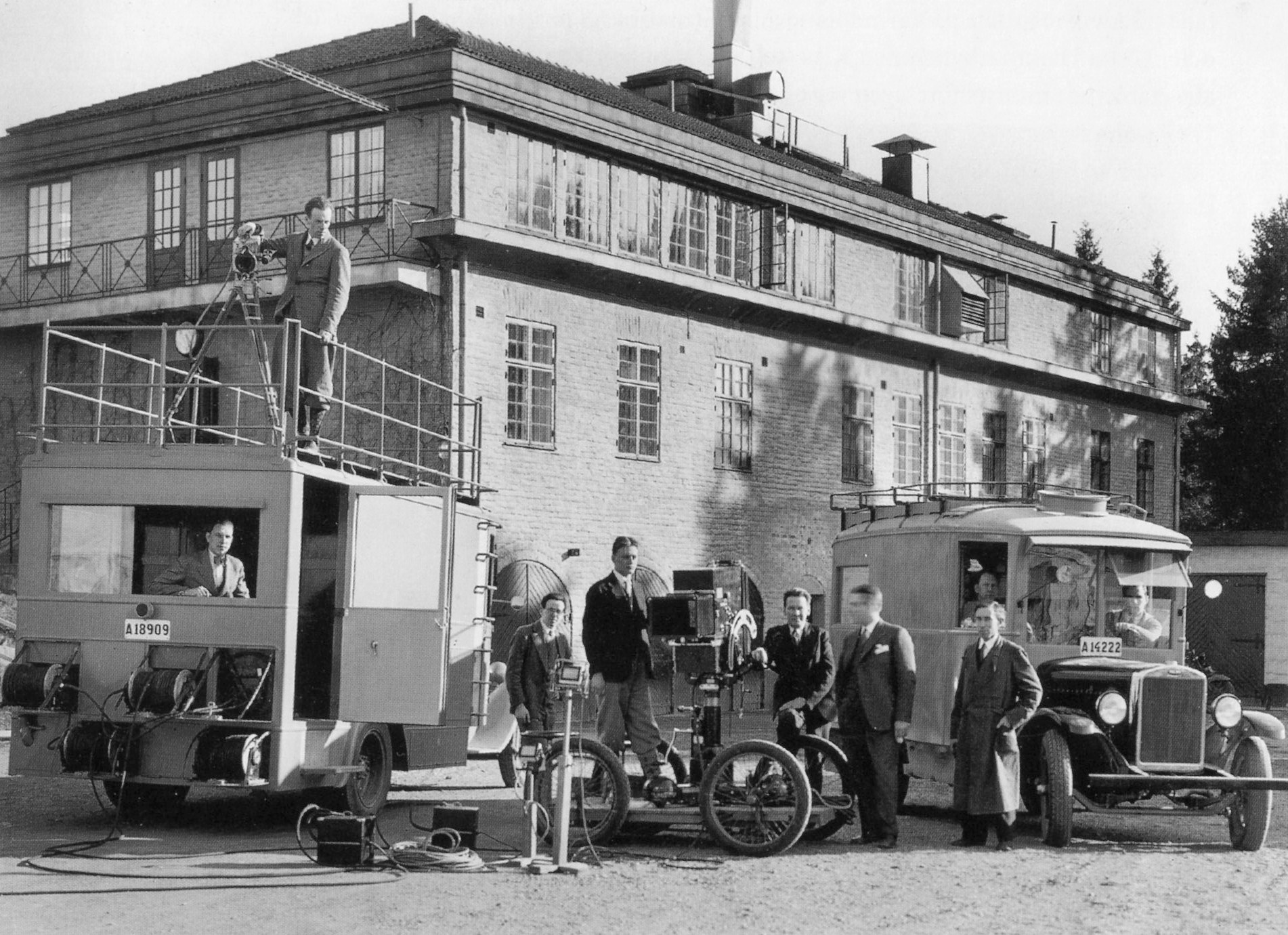
Utomhustagningar på 1930-talet.
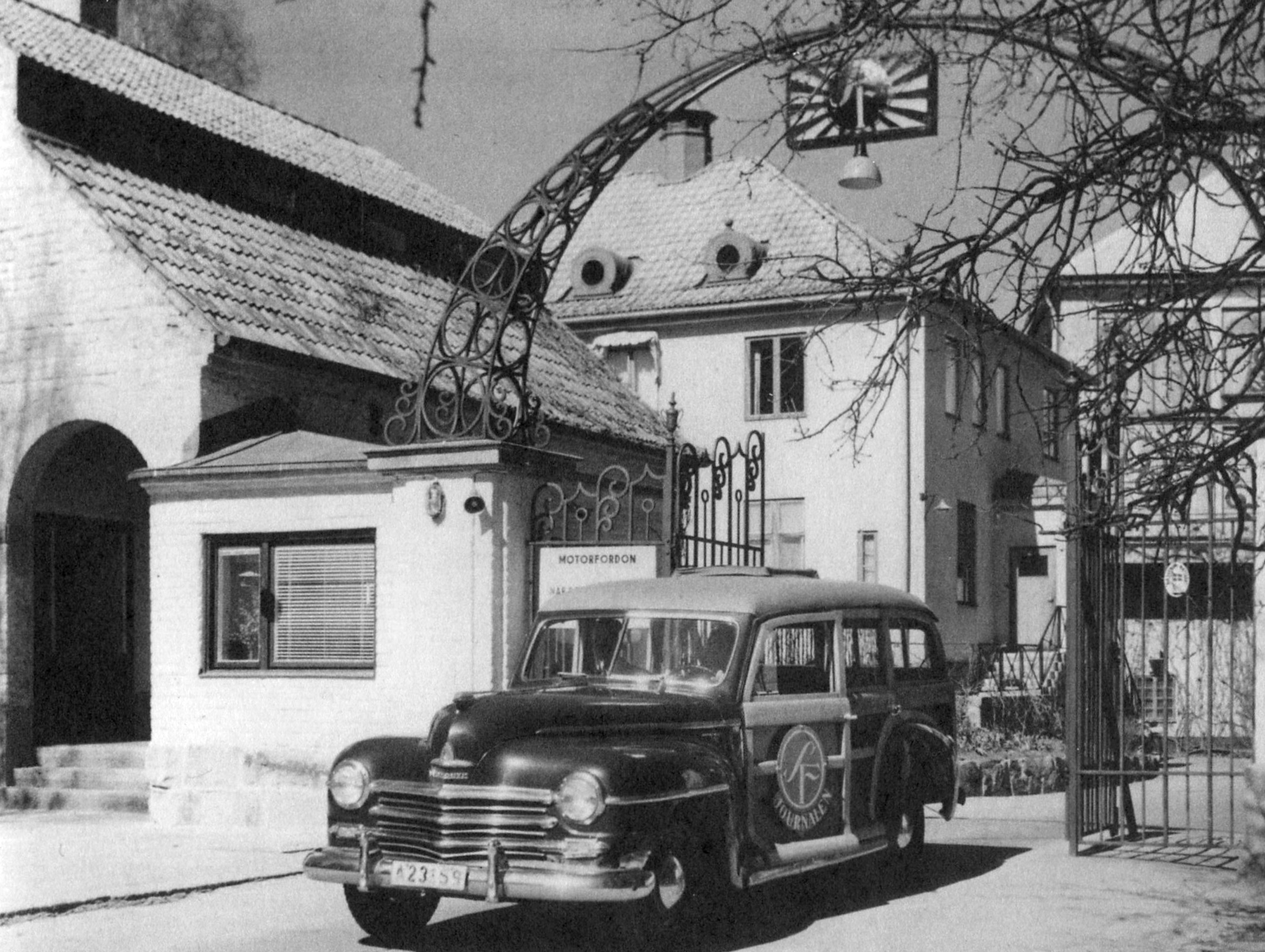
SF-journalen på väg ut, 1940.
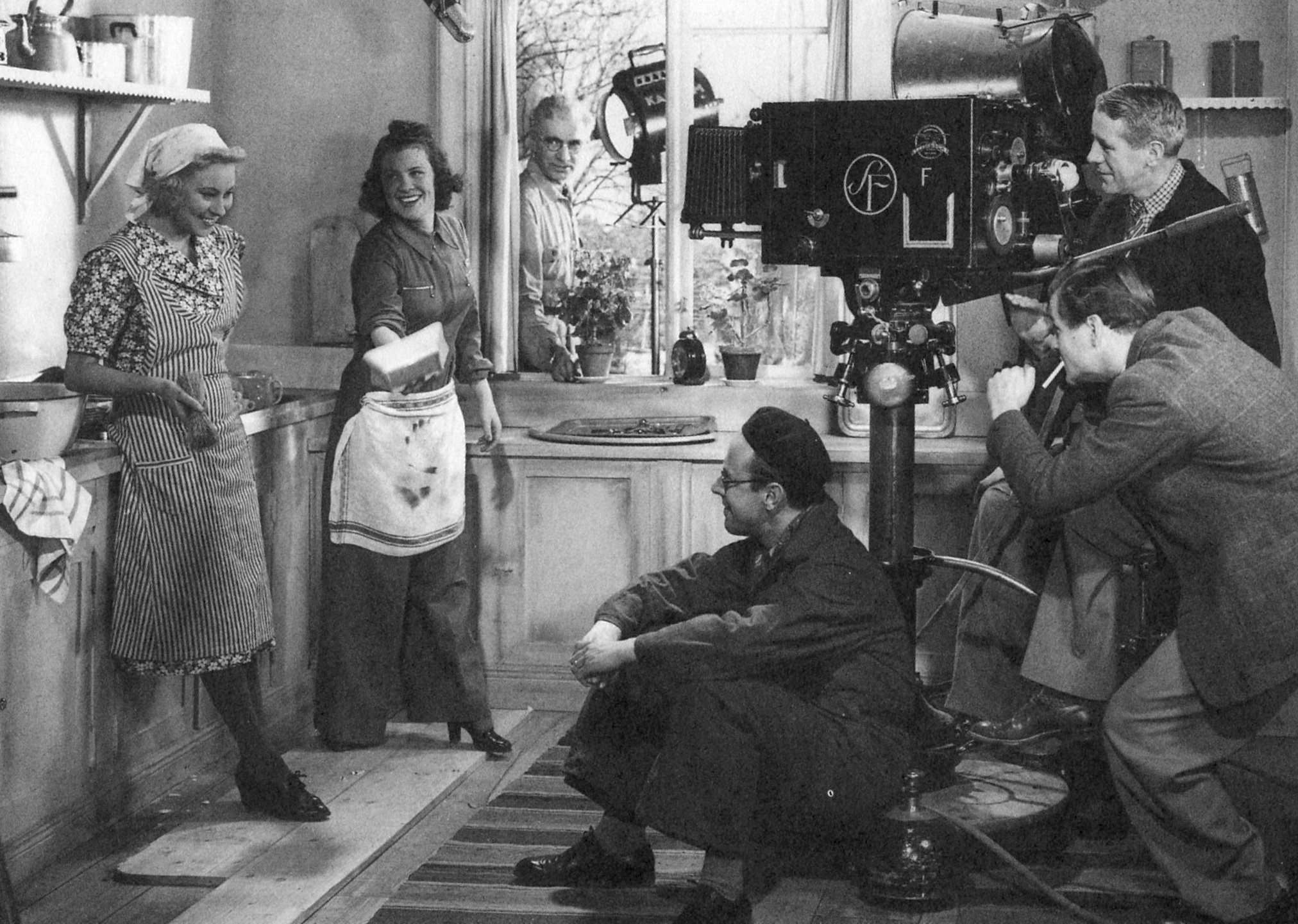
Landstormens lilla argbigga (1941).
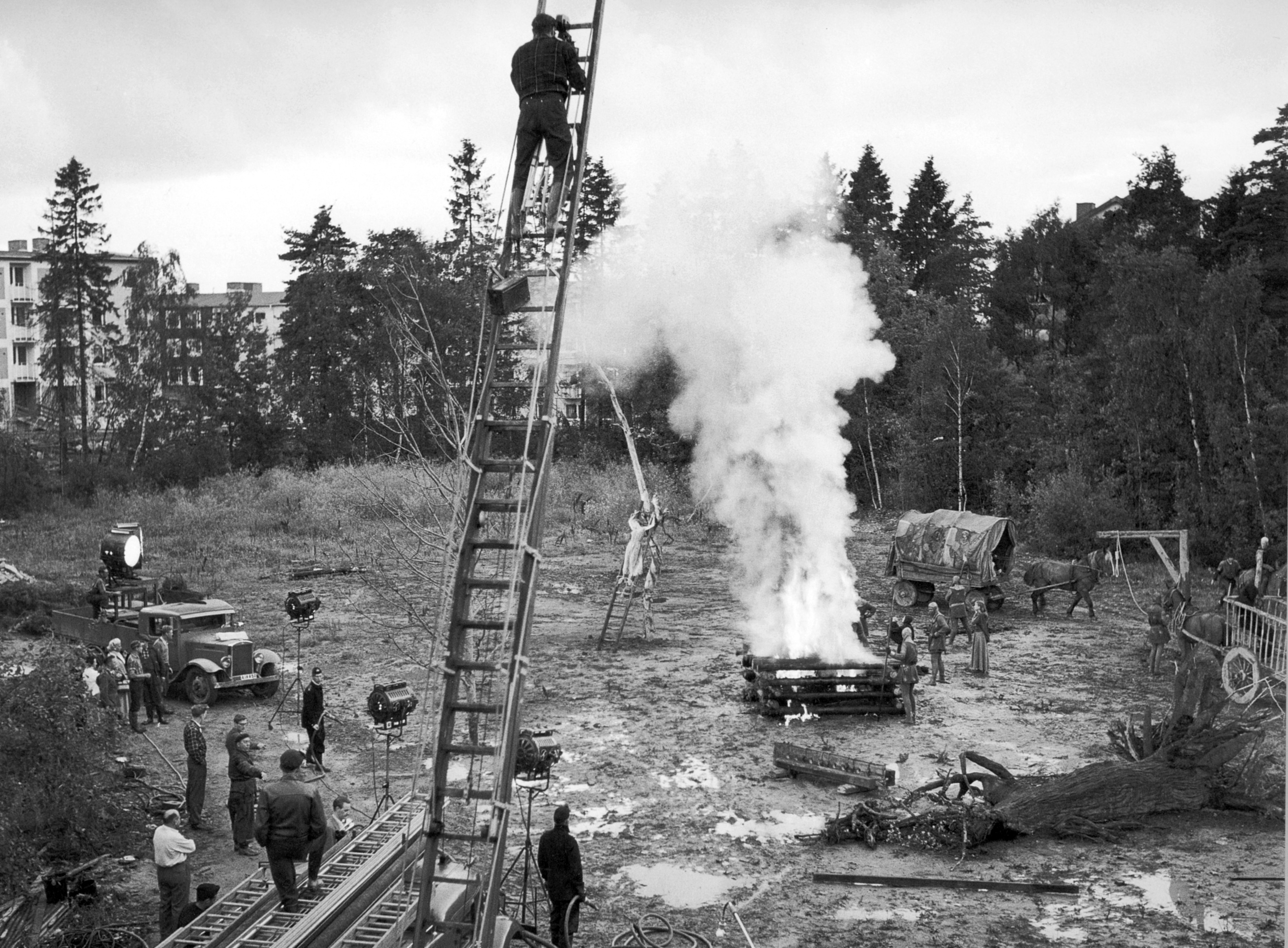
Det sjunde inseglet (1957).
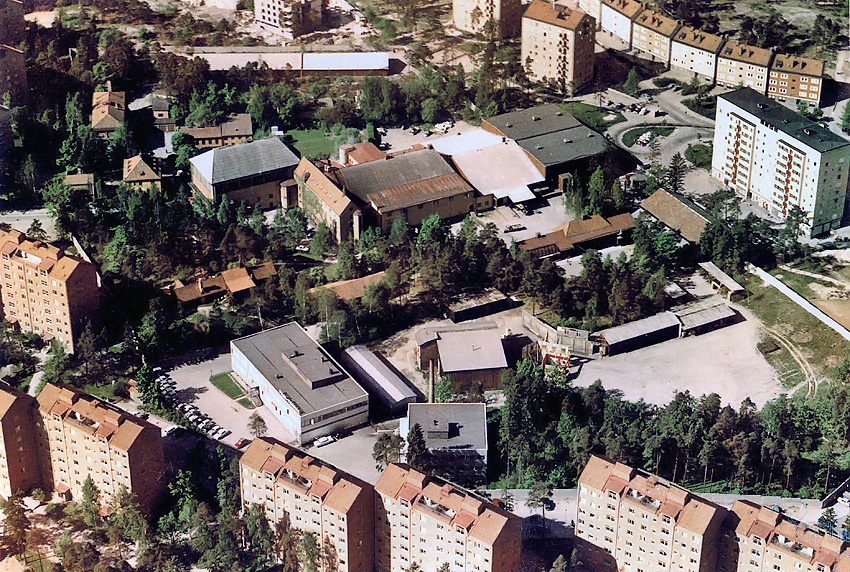
Filmstaden från luften 1960

### Sentida bilder

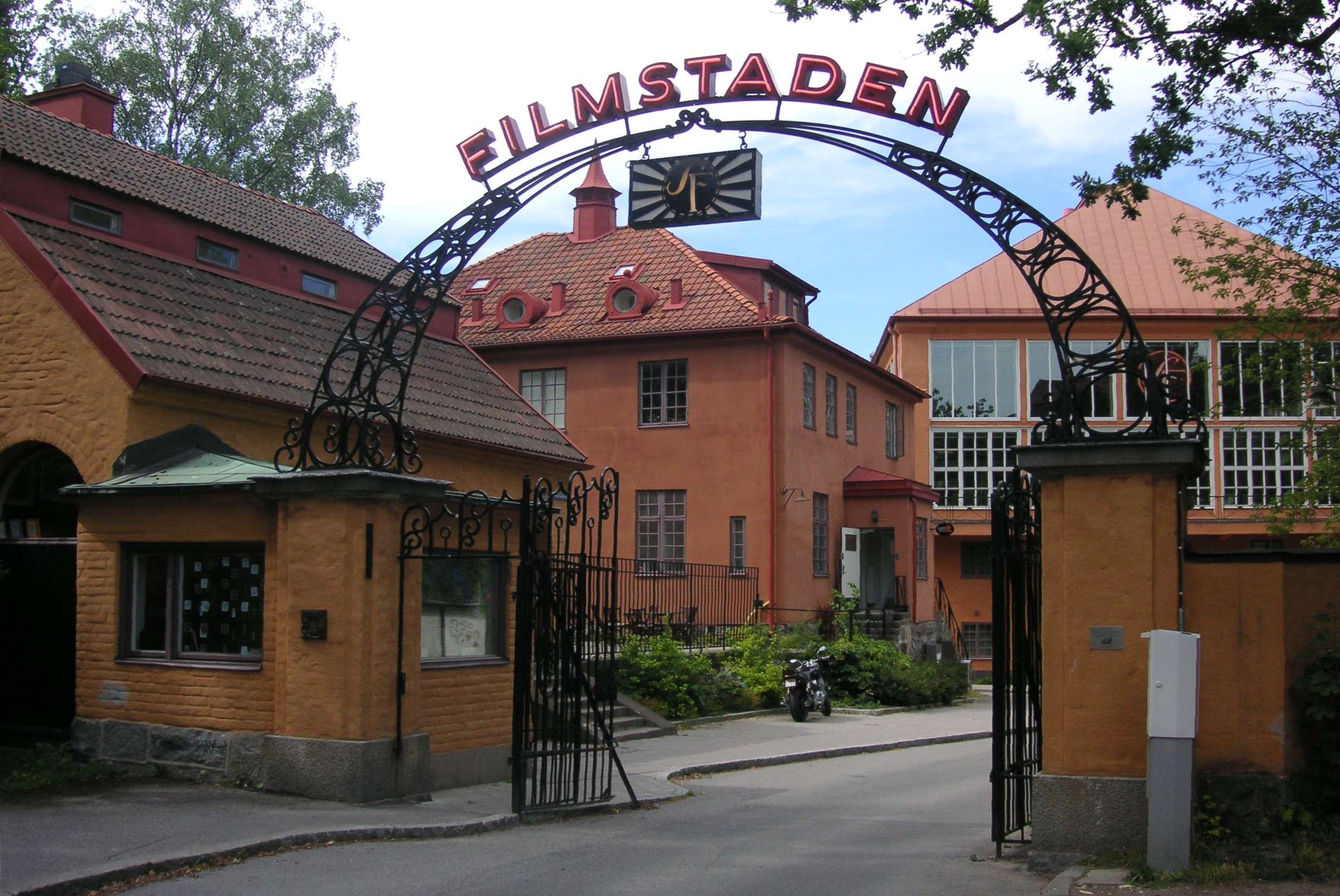
Filmstadens entré
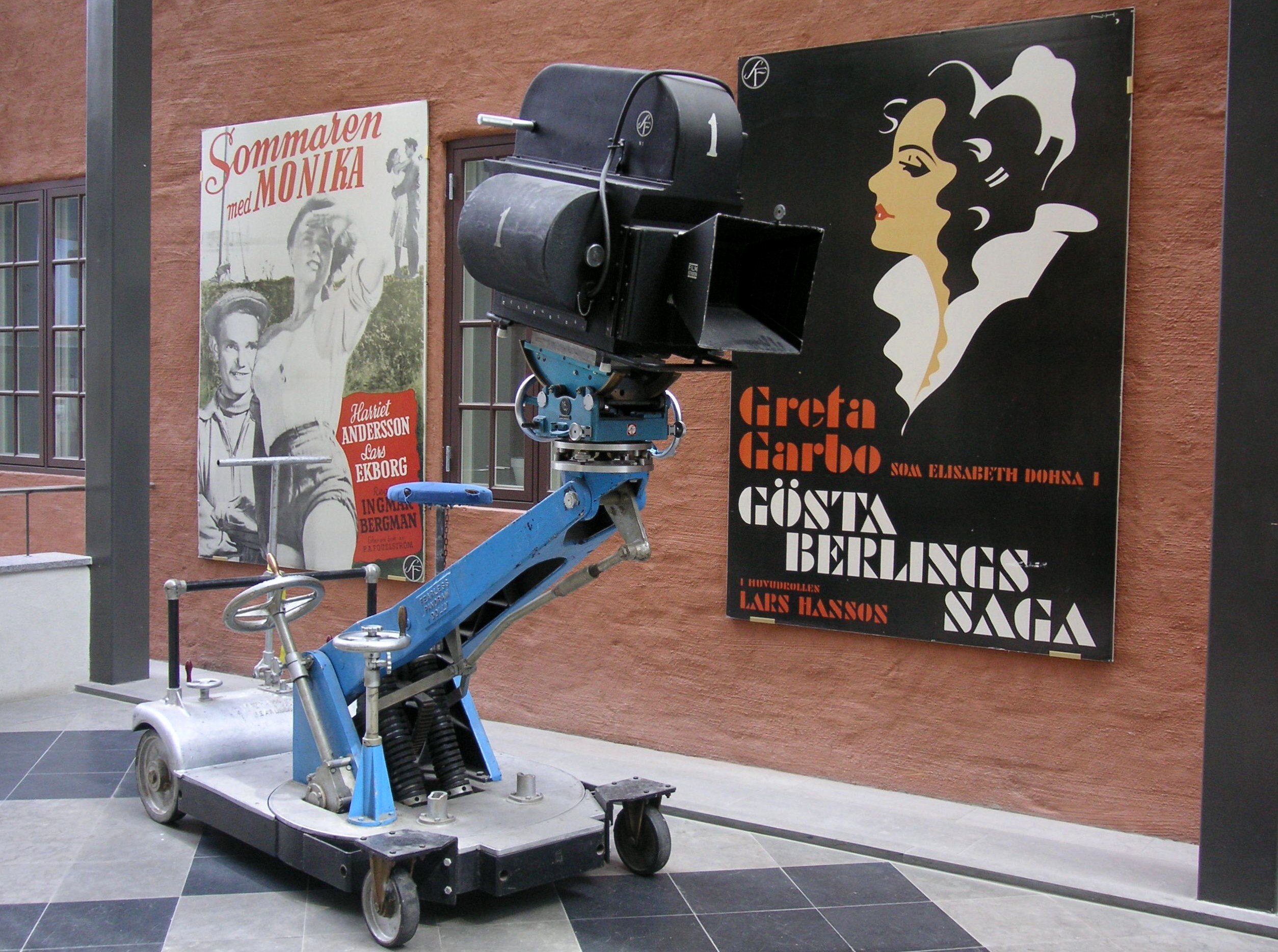
Lilla ateljén
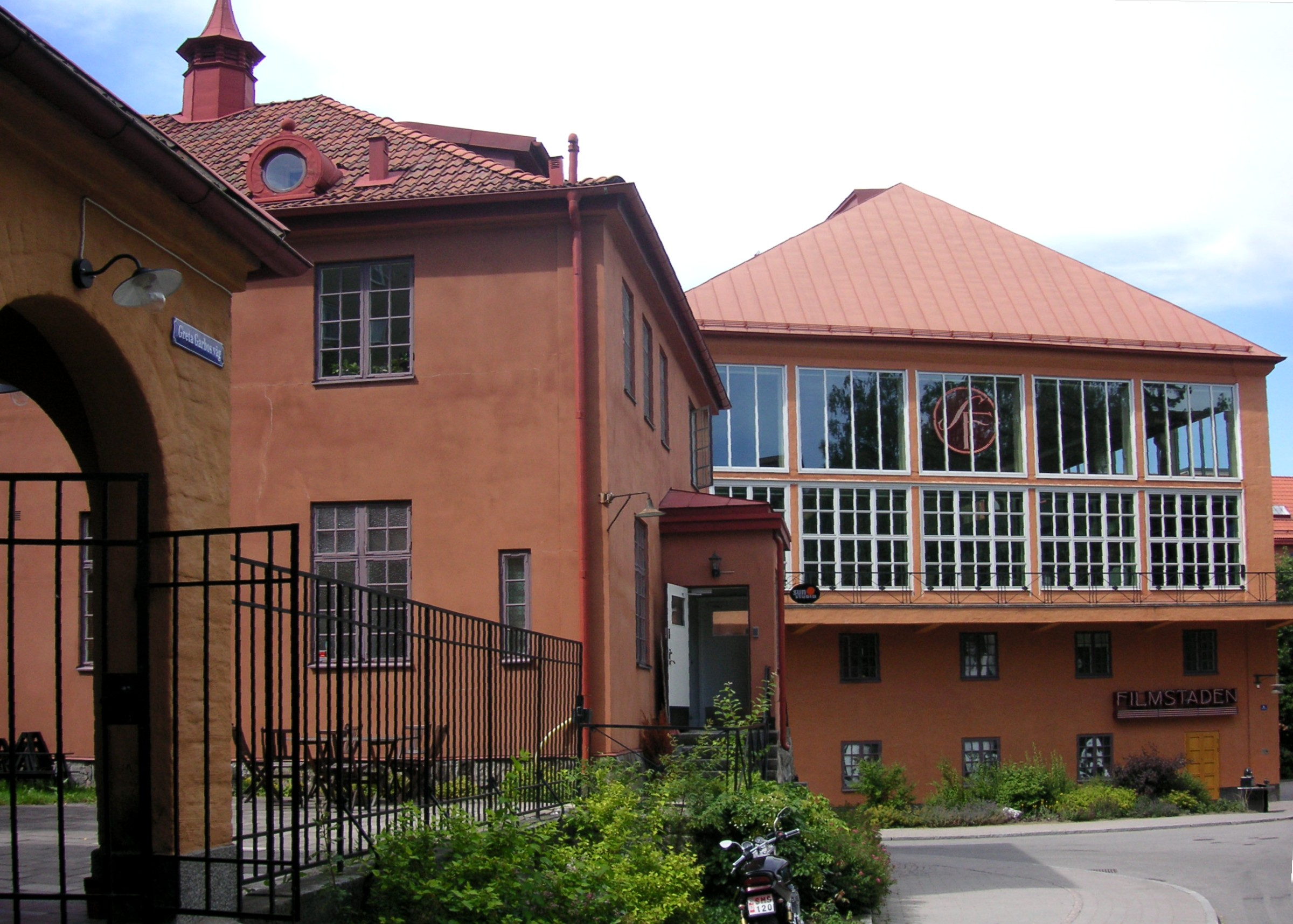
Administrationshuset
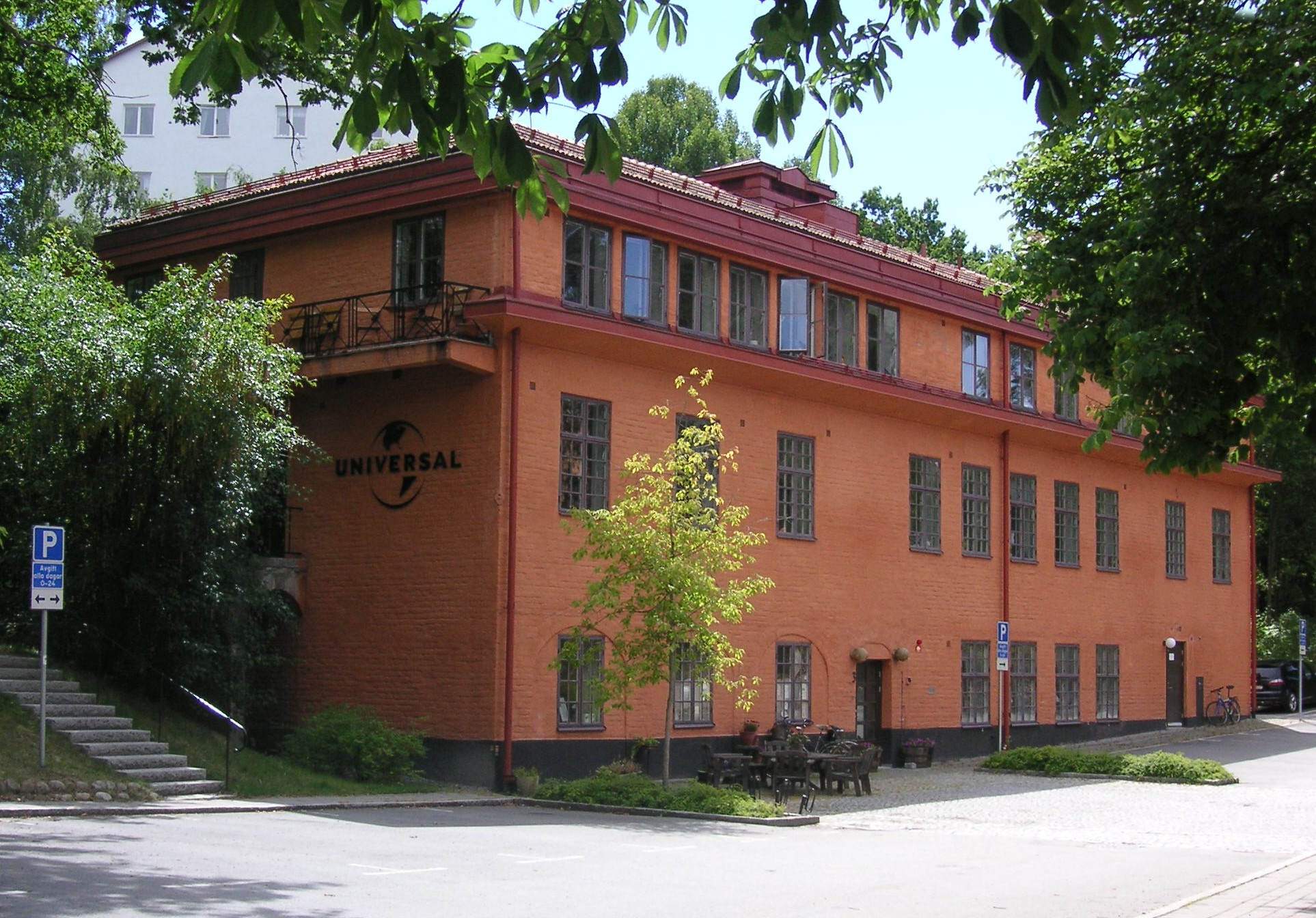
Laboratoriehuset
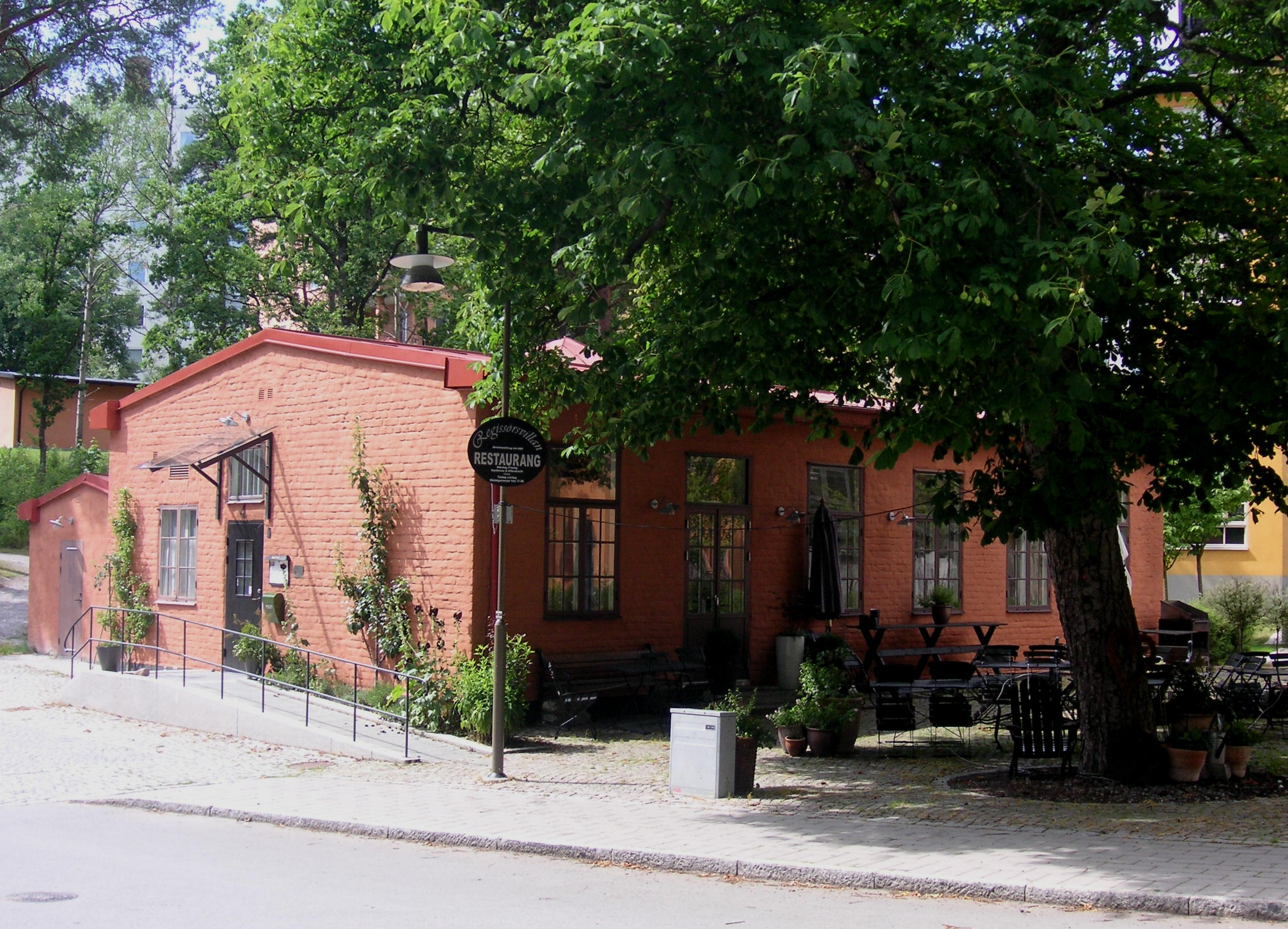
Regissörspaviljongen
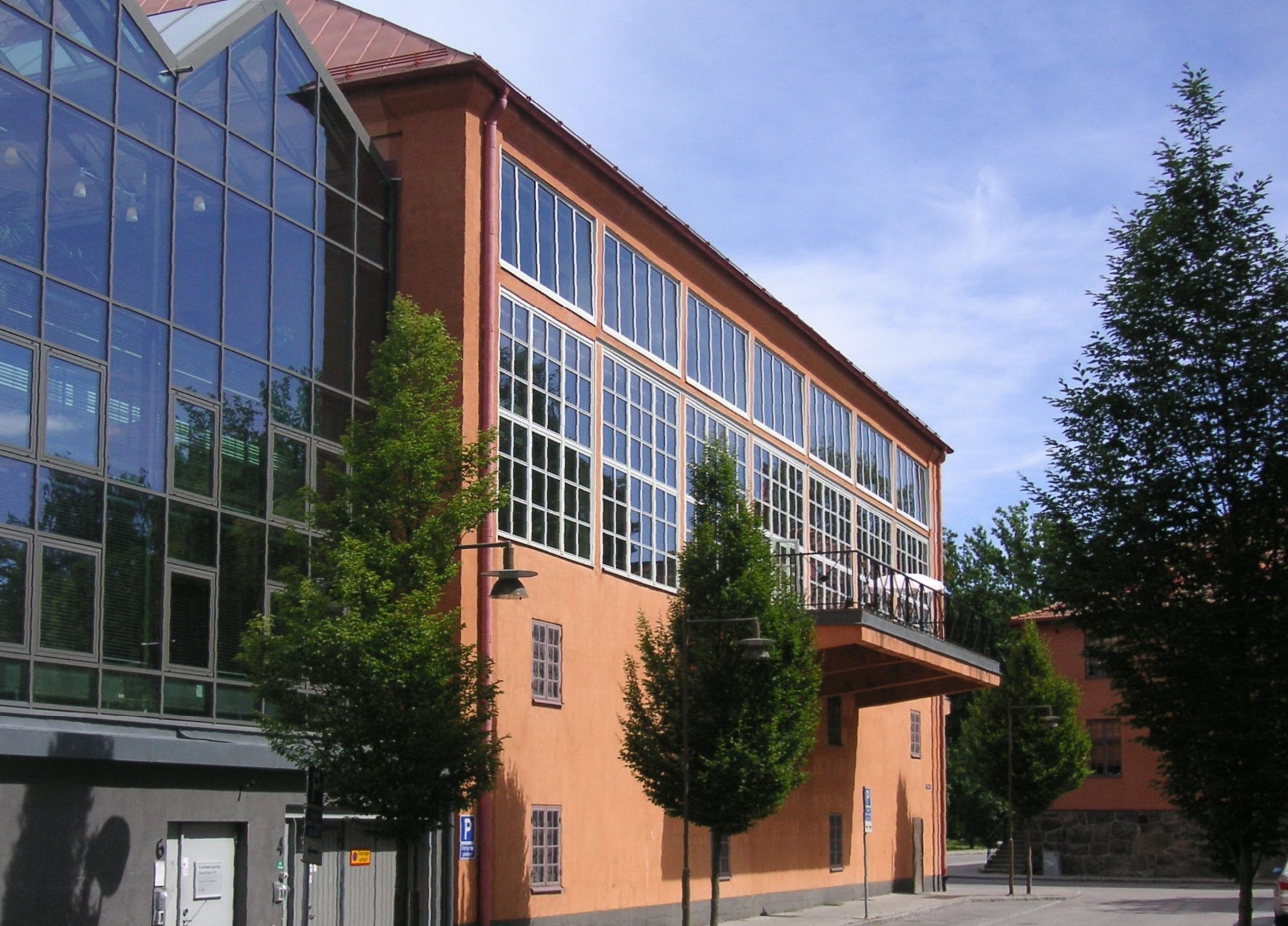
Lilla ateljén
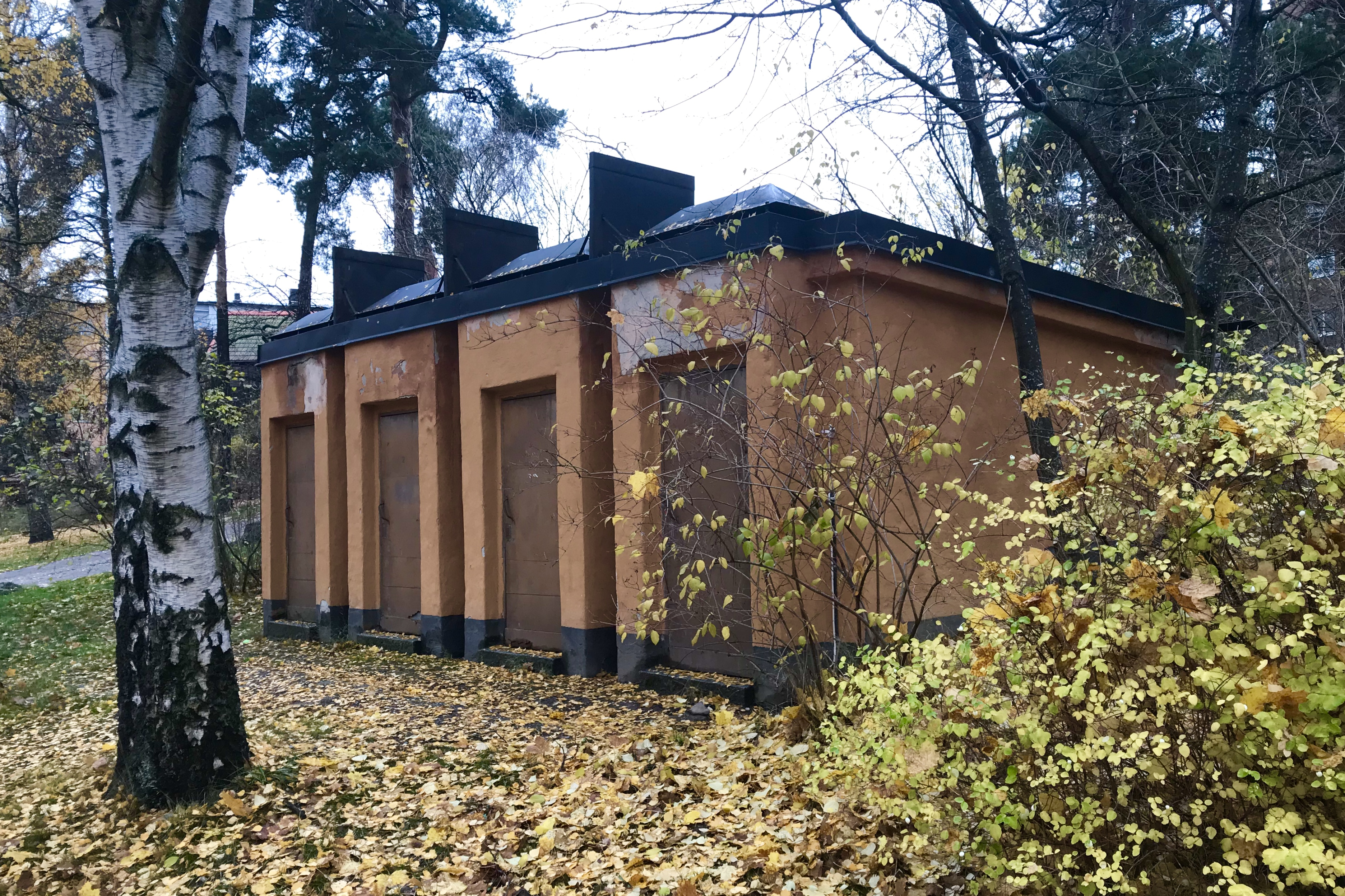
Kasematt för förvaring av nitratfilm

## Filmstaden i litteratur och på film
Filmstadens verksamhet och historia är omskriven i ett flertal böcker, däribland många skådespelarbiografier, men också i boken Filmstaden, byggnaderna – filmerna – människorna. Historien har även skildrats i dokumentärer som Strutsägg och legender: Gamla Filmstaden i Råsunda (1997) och Filmstaden (2002).